# James Russell Wiggins

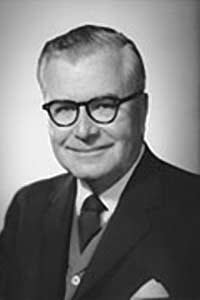
James Wiggins

James Russell Wiggins (* 4. Dezember 1903 in Luverne, Rock County, Minnesota; † 19. November 2000 in Ellsworth, Maine) war ein US-amerikanischer Journalist, Herausgeber und Diplomat.

## Biografie
Wiggins war zunächst Journalist und wurde 1947 zuerst Redakteur, 1955 Exekutivherausgeber sowie 1960 Herausgeber und Exekutiv-Vizevorsitzender der Washington Post, der größten Tageszeitung der Vereinigten Staaten. 1962 wurde er in die American Academy of Arts and Sciences gewählt.
Ende September 1968 trat er vom Posten bei der Washington Post zurück, nachdem er von US-Präsident Lyndon B. Johnson zum US-Botschafter bei den Vereinten Nationen ernannt worden war. Dieses Amt bekleidete er während der letzten Monate der Regierung Johnson bis 1969.